# Peter Zelinka
Peter Zelinka (1. března 1957, Častá – 27. října 2021) byl československý biatlonista. Po skončení aktivní kariéry působil jako trenér.

## Lyžařská kariéra
Na XIII. ZOH v Lake Placid 1980 skončil v závodě jednotlivců na 10 km na 6. místě, v závodě jednotlivců na 20 km na 22. místě a ve štafetě na 4×7,5 km na 11. místě. Na XIV. ZOH v Sarajevu 1984 skončil ve štafetě na 4×7,5 km na 6. místě.